# Dietland
Dietland  ist eine US-amerikanische Dramedy-Fernsehserie mit Elementen des Schwarzen Humors und Thrillers von Marti Noxon, basierend auf dem gleichnamigen Buch von Sarai Walker. Die Serie besteht aus einer Staffel in 10 Episoden.

## Handlung
Im Mittelpunkt steht Alicia „Plum“ Kettle, die freiberuflich als Ghostwriterin für Kitty Montgomery arbeitet. Diese leitet ein erfolgreiches Modemagazin und hat Plum engagiert, da sie Fragen in ihrer Ratgeberkolumne feinfühlig beantwortet.
Plum ist sehr unzufrieden mit ihrem Leben. Da sie übergewichtig ist, entschließt sie sich zu einer Magenband-Operation, was ihre Umgebung wegen der Risiken nicht gutheißt. Zur gleichen Zeit startet eine mysteriöse feministische Guerillagruppe namens „Jennifer“ eine Reihe von Anschlägen.

## Besetzung
Die Synchronisation der Serie wurde bei der VSI Synchron nach Dialogbüchern und unter der Dialogregie von Zoë Beck erstellt.
| Rolle                | Darsteller         | Synchronsprecher   |
| -------------------- | ------------------ | ------------------ |
| Alicia „Plum“ Kettle | Joy Nash           | Manja Doering      |
| Kitty Montgomery     | Julianna Margulies | Anke Reitzenstein  |
| Julia Smith          | Tamara Tunie       | Judith Steinhäuser |
| Verena Baptist       | Robin Weigert      | Sabine Arnhold     |
| Cheryl Crane-Murphy  | Rowena King        | Arianne Borbach    |
| Dominic O’Shea       | Adam Rothenberg    | Thomas Schmuckert  |
| Leeta Albridge       | Erin Darke         | Daniela Molina     |
| Eladio               | Ricardo Dávila     | Imme Aldag         |
| Steven               | Tramell Tillman    | Matti Klemm        |
| Ben                  | Will Seefried      | Bastian Sierich    |
| Mrs Kettle           | Debra Monk         | Sabine Walkenbach  |
| Marlowe Buchanan     | Alanna Ubach       | Traudel Sperber    |
| Sana                 | Ami Sheth          | Bianca Warnek      |
| Stanley Austen       | Campbell Scott     | Bernd Vollbrecht   |
| Rubi                 | Jen Ponton         | Tanja Fornaro      |
| Arbra Austen         | Kelly Hu           | Yara Blümel        |
| Bobby                | Marc Blucas        |                    |

## Episodenliste
| Nr. | Deutscher Titel        | Originaltitel      | Erstausstrahlung USA | Deutschsprachige Erstveröffentlichung (D/A) | Regie          | Drehbuch                             |
| --- | ---------------------- | ------------------ | -------------------- | ------------------------------------------- | -------------- | ------------------------------------ |
| 1   | Pilot                  | Pilot              | 4. Juni 2018         | 5. Juni 2018                                | Marti Noxon    | Marti Noxon                          |
| 2   | Bauchgefühl            | Tender Belly       | 4. Juni 2018         | 5. Juni 2018                                | Marti Noxon    | Marti Noxon                          |
| 3   | Abgesetzt              | Y Not              | 11. Juni 2018        | 12. Juni 2018                               | Michael Trim   | Jacqueline Hoyt                      |
| 4   | F … Dich               | F… This            | 18. Juni 2018        | 19. Juni 2018                               | Michael Trim   | Nancy Fichman & Jennifer Hoppe-House |
| 5   | Plum – fix und fertig  | Plum Tuckered      | 25. Juni 2018        | 26. Juni 2018                               | Amy York Rubin | Matt Shire                           |
| 6   | In der Höhle des Löwen | Belly of the Beast | 2. Juli 2018         | 3. Juli 2018                                | Amy York Rubin | Janine Nabers                        |
| 7   | Monstermäßig drauf     | Monster High       | 9. Juli 2018         | 10. Juli 2018                               | Helen Shaver   | Marshall Heyman                      |
| 8   | Hammerfrauen in dick   | Rad Fatties        | 16. Juli 2018        | 17. Juli 2018                               | Helen Shaver   | Nancy Fichman & Jennifer Hoppe-House |
| 9   | Frau am Boden          | Woman Down         | 23. Juli 2018        | 24. Juli 2018                               | Liesl Tommy    | Jacqueline Hoyt & Marti Noxon        |
| 10  | In Jennifers Schoß     | Bedwomb            | 30. Juli 2018        | 31. Juli 2018                               | Marti Noxon    | Marti Noxon                          |